# Episodi di Thriller (serie televisiva 1960) (prima stagione)

scena di The Grim Reaper, con William Shatner.

La prima stagione della serie televisiva Thriller è andata in onda negli Stati Uniti dal 13 settembre 1960 al 13 giugno 1961 sulla NBC.
| nº | Titolo originale             | Prima TV USA      |
| -- | ---------------------------- | ----------------- |
| 1  | The Twisted Image            | 13 settembre 1960 |
| 2  | Child's Play                 | 20 settembre 1960 |
| 3  | Worse Than Murder            | 27 settembre 1960 |
| 4  | The Mark of the Hand         | 4 ottobre 1960    |
| 5  | Rose's Last Summer           | 11 ottobre 1960   |
| 6  | The Guilty Men               | 18 ottobre 1960   |
| 7  | The Purple Room              | 25 ottobre 1960   |
| 8  | The Watcher                  | 1º novembre 1960  |
| 9  | Girl with a Secret           | 15 novembre 1960  |
| 10 | The Prediction               | 22 novembre 1960  |
| 11 | The Fatal Impulse            | 29 novembre 1960  |
| 12 | The Big Blackout             | 6 dicembre 1960   |
| 13 | Knock Three-One-Two          | 13 dicembre 1960  |
| 14 | Man in the Middle            | 20 dicembre 1960  |
| 15 | The Cheaters                 | 27 dicembre 1960  |
| 16 | The Hungry Glass             | 3 gennaio 1961    |
| 17 | The Poisoner                 | 10 gennaio 1961   |
| 18 | Man in the Cage              | 17 gennaio 1961   |
| 19 | Choose a Victim              | 24 gennaio 1961   |
| 20 | Hay-Fork and Bill-Hook       | 7 febbraio 1961   |
| 21 | The Merriweather File        | 14 febbraio 1961  |
| 22 | The Fingers of Fear          | 21 febbraio 1961  |
| 23 | Well of Doom                 | 28 febbraio 1961  |
| 24 | The Ordeal of Dr. Cordell    | 7 marzo 1961      |
| 25 | Trio for Terror              | 14 marzo 1961     |
| 26 | Papa Benjamin                | 21 marzo 1961     |
| 27 | Late Date                    | 4 aprile 1961     |
| 28 | Yours Truly, Jack the Ripper | 11 aprile 1961    |
| 29 | The Devil's Ticket           | 18 aprile 1961    |
| 30 | Parasite Mansion             | 25 aprile 1961    |
| 31 | A Good Imagination           | 2 maggio 1961     |
| 32 | Mr. George                   | 9 maggio 1961     |
| 33 | The Terror in Teakwood       | 16 maggio 1961    |
| 34 | Prisoner in the Mirror       | 23 maggio 1961    |
| 35 | Dark Legacy                  | 30 maggio 1961    |
| 36 | Pigeons from Hell            | 6 giugno 1961     |
| 37 | The Grim Reaper              | 13 giugno 1961    |

## The Twisted Image
- Prima televisiva: 13 settembre 1960
- Diretto da: Arthur Hiller
- Scritto da: James P. Cavanagh
- Soggetto di: William O'Farrell

### Trama
Alan Patterson ha due problemi: una donna che vuole sempre essere con lui e un uomo che vuole essere lui. Ogni giorno al lavoro, Alan viene ossessivamente fissato da una ragazza di nome Lily Hampton, la quale si è perdutamente innamorata di lui senza neanche conoscerlo veramente. Merle Jenkins, strano ed ambizioso impiegato, ruba qualsiasi oggetto appartenente ad Alan, fantasticando sul prendere il suo posto. Nel giro di un'innocente conversazione Lily si convince di avere una relazione con Alan, nonostante sia sposato, ed incomincia a chiamarlo in continuazione al telefono insistendo di volerlo vedere. Merle si terrà pronto ad approfittare della situazione...
- Guest star: Dianne Foster (Mrs. Patterson), Virginia Christine (Maude), George Grizzard (Merle Jenkins), Natalie Trundy (Lily Hampton), Constance Ford (Louise), Carol Kelly (Miss Rudley), Ray Montgomery (Bill Purdy), Victor Sen Yung (barista), Leslie Nielsen (Alan Patterson)

## Child's Play
- Prima televisiva: 20 settembre 1960
- Diretto da: Arthur Hiller
- Scritto da: James P. Cavanagh
- Soggetto di: William O'Farrell

### Trama
- Guest star: Bethel Leslie (Gale Hattering), George Werier (Fisherman), Tom Nolan (Hank Hattering), Frank Overton (Bart Hattering), Parley Baer (Fisherman)

## Worse Than Murder
- Prima televisiva: 27 settembre 1960
- Diretto da: Mitchell Leisen
- Scritto da: Mel Goldberg

### Trama
- Guest star: Jocelyn Brando (Mrs. Sinclair), Jay Jostyn (Sinclair), Harriet MacGibbon (Myra Walworth), Mary Young (infermiera), Erma Robinson (cameriera), John Baragrey (dottor Ralph Mitchell), Christine White (Anne), Russ Bender (poliziotto), Dan Tobin (Ray), Constance Ford (Connie Walworth)

## The Mark of the Hand
- Prima televisiva: 4 ottobre 1960
- Diretto da: Paul Henreid
- Soggetto di: Charlotte Armstrong

### Trama
- Guest star: Judson Pratt (tenente Bill Gordon), Rachel Ames (Betty Follett), Jessie Royce Landis (Mrs. Kilburn), Terry Burnham (Tessa Kilburn), Jon Lormer (dottor Emil Berland), Berry Kroeger (Paul Mowry), Mona Freeman (Sylvia Walsh), Shepperd Strudwick (Doug Kilburn)

## Rose's Last Summer
- Prima televisiva: 11 ottobre 1960
- Diretto da: Arthur Hiller
- Scritto da: Marie Baumer

### Trama
- Guest star: George N. Neise (poliziotto), Dorothy Green (Ethel Goodfield), Richard Reeves (camionista), Hardie Albright (Willet Goodfield), Helen Quintal (Annie), Lin McCarthy (Frank Clyde), Mary Astor (Rose French), Jack Livesey (Dalloway), Percy Helton (Charlie), Robert Osterloh (capitano Greer)

## The Guilty Men
- Prima televisiva: 18 ottobre 1960
- Diretto da: Jules Bricken
- Scritto da: John Vlahos

### Trama
- Guest star: Ralph Neff (Hood), Anne Barton (Martha Adams), Anthony Caruso (Hood), John Marley (dottor Tony Romano), Frank Dane (Chase), Frank Silvera (Cesare Romano/Charlie Roman), Jay C. Flippen (Harry Ganns), Everett Sloane (Lou Adams), Argentina Brunetti (Mrs. Romano)

## The Purple Room
- Prima televisiva: 25 ottobre 1960
- Diretto da: Douglas Heyes
- Scritto da: Douglas Heyes

### Trama
- Guest star: Ray Teal (Wiley), Rip Torn (Duncan Corey), Patricia Barry (Rachel Judson), Richard Anderson (Oliver Judson), Joanna Heyes (Caroline Ransom), Alan Napier (avvocato)

## The Watcher
- Prima televisiva: 1º novembre 1960
- Diretto da: John Brahm
- Scritto da: Donald S. Sanford

### Trama
- Guest star: Claire Carleton (Eunice Appleby), Richard Chamberlain (Larry Carter), Irene Hervey (Edith Pettit), Alan Baxter (sceriffo Archer), Stuart Erwin (zio Florian), James Westerfield (sceriffo Matthews), Olive Sturgess (Bess Pettit), Gloria Clark (Vida Tomlinson), Martin Gabel (Freitag)

## Girl with a Secret
- Prima televisiva: 15 novembre 1960
- Diretto da: Mitchell Leisen
- Scritto da: Charles Beaumont

### Trama
- Guest star: Victor Buono (Carolik), Fay Bainter (Geraldine Redfern), Anne Seymour (Hortense), Esther Dale (Ellen), Rhodes Reason (Anthony Page), Harry Ellerbe (Walter Devon), Rex Holman (Evil Face), Myrna Fahey (Alice Page), Ellen Corby (Mrs. Peel), James Seay (Herb Innes), Cloris Leachman (Beatrice Stafford), Paul Hartman (Tony Page)

## The Prediction
- Prima televisiva: 22 novembre 1960
- Diretto da: John Brahm
- Scritto da: Donald S. Sanford

### Trama
- Guest star: Murvyn Vye (Gunner Gogan), Audrey Dalton (Noreen Burton), Alan Caillou (Roscoe Burton), Alexander Davion (Grant Dudley), Abraham Sofaer (Gus Kostopulas), Boris Karloff (Clay Mace)

## The Fatal Impulse
- Prima televisiva: 29 novembre 1960
- Diretto da: Gerald Mayer
- Soggetto di: John D. MacDonald

### Trama
- Guest star: Whitney Blake (Jane Kimball), Robert Lansing (tenente Brian Rome), Elisha Cook, Jr. (Harry Elser), Lance Fuller (Robert Larrimore), Elaine Edwards (Marjorie Dallquis), Mary Tyler Moore (Miss Snyder), Cynthia Pepper (receptionist), Ed Nelson (Bernie), Harry Bartell (Dallquis), Alice Backes (Carolyn), Conrad Nagel (Walker Wylie), Steve Brodie (George Dumont)

## The Big Blackout
- Prima televisiva: 6 dicembre 1960
- Diretto da: Maurice Geraghty
- Scritto da: Oscar Millard

### Trama
- Guest star: Gil Perkins (Eddie), Jack Carson (Burt Lewis), Charles McGraw (sceriffo), George Mitchell (dottor Malloy), Jean Engstrom (Sue), Jeanne Cooper (Ethel), Chubby Johnson (Pringle), Nan Leslie (Midge Lewis), Paul Newlan (Paul Hawkins)

## Knock Three-One-Two
- Prima televisiva: 13 dicembre 1960
- Diretto da: Herman Hoffman
- Scritto da: John Kneubuhl

### Trama
- Guest star: Meade Martin (giovanotto), Joe Maross (Ray Kenton), David Alpert (Hoodlum), Norman Leavitt (Charlie), Warren Oates (Benny), Beverly Garland (Ruth Kenton), Charles Aidman (George)

## Man in the Middle
- Prima televisiva: 20 dicembre 1960
- Diretto da: Fletcher Markle
- Scritto da: Howard Rodman

### Trama
- Guest star: Bert Remsen (Eddie), Gordon Richards (Basil), Anthony Jochim (Alex), Jack Mann (poliziotto), Werner Klemperer (Clark), Ashley Cowan (Writer), Julian Burton (Kaufman), Fred Beir (Alan Dulain), Grace Albertson (Martha Salisbury), Frank Albertson (Charles Salisbury), Pitt Herbert (barista), Sue Randall (Kay Salisbury), Mort Sahl (Sam Lynch), Peter Leeds (Larry)

## The Cheaters
- Prima televisiva: 27 dicembre 1960
- Diretto da: John Brahm
- Soggetto di: Robert Bloch

### Trama
- Guest star: Ralph Clanton (Torgenson), Joan Tompkins (Ellen Grimm), Audrey Swanson (commessa), Ed Nelson (Charlie), Mildred Dunnock (Miriam Olcott), Harry Townes (Sebastian Grimm), Jack Weston (Edward Dean), Paul Newlan (Joe Henshaw), Barbara Eiler (Olive), Linda Watkins (Maggie Henshaw), Dayton Lummis (Clarence), Mollie Glessing (Mrs. Ames), Alan Carney (Burgin), Grandon Rhodes (giudice Pfluger), Henry Daniell (Dirk Van Prinn), John Mitchum (poliziotto)

## The Hungry Glass
- Prima televisiva: 3 gennaio 1961
- Diretto da: Douglas Heyes
- Scritto da: Douglas Heyes

### Trama
- Guest star: Joanna Heyes (Marcia Trasker), Ottola Nesmith (Older Laura Bellman), Elizabeth Allen (Liz Talmadge), Clem Bevans (Obed), Donna Douglas (Young Laura Bellman), Duane Grey (Bearded Man), Pitt Herbert (negoziante), William Shatner (Gil Trasker), Russell Johnson (Adam Talmadge)

## The Poisoner
- Prima televisiva: 10 gennaio 1961
- Diretto da: Herschel Daugherty
- Scritto da: Robert Hardy Andrews

### Trama
- Guest star: Murray Matheson (Thomas Edward Griffith), Sarah Marshall (Frances Abercrombie Griffith), Sam Edwards (Charles Larrimore), Richard Peel (Justin), Seymour Green (Sir John Herbert), Keith Hitchcock (Lord Danforth), David Frankham (Proctor), Nelson Welch (dottore), Jennifer Raine (Helen Abercrombie), Maurice Dallimore (George Griffith), Brenda Forbes (Mrs. Abercrombie), Donald Journeaux (Vendor)

## Man in the Cage
- Prima televisiva: 17 gennaio 1961
- Diretto da: Gerald Mayer
- Scritto da: Maxwell Shane

### Trama
- Guest star: Eduardo Ciannelli (ispettore), Theodore Marcuse (Arthur), Philip Carey (Daryl Hudson), Diana Millay (Ellen McKinsey), Al Ruscio (Allah El Kazim), Barry Gordon (Slip Slip)

## Choose a Victim
- Prima televisiva: 24 gennaio 1961
- Diretto da: Richard Carlson
- Scritto da: George Bellak

### Trama
- Guest star: Vaughn Taylor (Phil Landis), Henry Corden (Sid Banajain), Larry Blyden (Ralph Teal), Susan Oliver (Edith Landis), Billy Barty (Sam), Guy Mitchell (Hazlett), Tracey Roberts (Fay)

## Hay-Fork and Bill-Hook
- Prima televisiva: 7 febbraio 1961
- Diretto da: Herschel Daugherty
- Scritto da: Alan Caillou

### Trama
- Guest star: Alan Caillou (Sir Wilfred), Doris Lloyd (Mrs. Evans), Kenneth Haigh (Harry Roberts), Audrey Dalton (Nesta Roberts), Alan Napier (constable Evans)

## The Merriweather File
- Prima televisiva: 14 febbraio 1961
- Diretto da: John Brahm
- Scritto da: John Kneubuhl

### Trama
- Guest star: Edward Binns (tenente Gideon), Ross Elliott (Charles Merriweather), James Gregory (Howard Yates), Bethel Leslie (Ann Merriweather), Gil Perkins (Jake Harbor), Nesdon Booth (Garageman), Bernard Fein (Gluckman), K. T. Stevens (Virginia Grant), Richard Reeves (agente di polizia)

## The Fingers of Fear
- Prima televisiva: 21 febbraio 1961
- Diretto da: Jules Bricken
- Soggetto di: Phillip MacDonald

### Trama
- Guest star: H. M. Wynant (Sid), Rodolfo Hoyos, Jr. (Martinez), Kevin Hagen (sergente Spivak), Robert J. Stevenson (dottor Lascoe), Dick Wessel (Zimmer), Thayer Roberts (Merriman), Sam Gilman (ufficiale Dutton), Jan Brooks (Mary Wagner), Richard Travis (Carter), Nehemiah Persoff (tenente Jim Wagner), Ted de Corsia (Commissioner Putnam), Angela Greene (Mrs. Carlisle), Robert Middleton (Orbach)

## Well of Doom
- Prima televisiva: 28 febbraio 1961
- Diretto da: John Brahm
- Scritto da: Donald S. Sanford

### Trama
Il matrimonio di una ricca coppia viene fermato dal rapimento dei due da parte di un gruppo di demonici individui.
- Guest star: Fintan Meyler (Laura Dunning), Richard Kiel (Master Styx), Ronald Howard (Robert Penrose), Torin Thatcher (Jeremy Teal), Mollie Glessing (cameriera), Billy Beck (Cyril), Henry Daniell (Squire Muloch)

## The Ordeal of Dr. Cordell
- Prima televisiva: 7 marzo 1961
- Diretto da: László Benedek
- Scritto da: Donald S. Sanford

### Trama
Durante un esperimento, il dottor Frank Cordell viene accidentalmente esposto ad un gas sperimentale. Inizialmente, nonostante lo shock, nessun effetto collaterale sembra manifestarsi, finché il suono di un campanellino causa una totale perdita di controllo seguita da un'amnesia. Al suo risveglio in un hotel, Frank scopre dalle prime pagine dei giornali di una serie di strangolamenti, ed incomincia a sospettare il peggio...
- Guest star: Kathleen Crowley (Lois Walker), Robert Vaughn (dottor Frank Cordell), Russ Conway (tenente), Robert Ellenstein (dottor Brauner), Marlo Thomas (Susan Baker)

## Trio for Terror
- Prima televisiva: 14 marzo 1961
- Diretto da: Ida Lupino
- Soggetto di: Nelson Bond, Wilkie Collins, August Derleth

### Trama
Tre storie ambientate a Londra nel 1905: nella prima un ragazzo si prepara ad uccidere lo zio per ereditarne i beni, in modo da potersi permettere l'amore di una donna; nella seconda un giocatore d'azzardo cerca di sfuggire ad una trappola mortale; nella terza uno strangolatore si rifugia in un museo delle cere contenente le statue d'altri assassini.
- Guest star: Reginald Owen (Hussar), John Abbott (Kriss Milo), Robin Hughes (Collins), Michael Pate (Shanner, The Leighton Strangler), Richard Lupino (Simon), Terence de Marney (zio Julian), Noel Drayton (Superintendent), Peter Brocco (maggiore Domo), Richard Peel (ispettore), Richard Flato (croupier), Jacqueline Squire (Old Woman), Iris Bristol (Katie), Francis Bethencourt (Ashton), Gilchrist Stuart (Train Guard), Nelson Welch (dottore), George Pelling (reporter)

## Papa Benjamin
- Prima televisiva: 21 marzo 1961
- Diretto da: Ted Post
- Scritto da: John Kneubuhl

### Trama
Quando il musicista Eddie Wilson decide di arrangiare una canzone usata nei riti Vudù, vede la sua vita venire costantemente minacciata.
- Guest star: Robert H. Harris (Jerry), Jester Hairston (Papa Benjamin), Jeanne Bal (Judy Wilson), Henry Scott (Stats), John Ireland (Eddie Wilson)

## Late Date
- Prima televisiva: 4 aprile 1961
- Diretto da: Herschel Daugherty
- Scritto da: Donald S. Sanford

### Trama
Al suo ritorno a casa, Larry Weeks trova il fratello Jim in uno stato di totale shock; nonostante i tentativi di spiegare la situazione non è in grado di parlare, e l'unica cosa che riesce a comunicare è di salire disopra. Larry si fionda su per le scale ed apre la porta della stanza da letto; la moglie di Jim giace morta al suo interno. Invece di chiamare la polizia, Larry decide di coprire il fratello.
- Guest star: Christopher Seitz (Gordon), Richard Reeves (camionista), Larry Pennell (Larry Weeks), Edward Platt (Jim Weeks), Ruth Warren (cameriera), Stuffy Singer (Art Brinkerhoff), Steve Mitchell (Sid), Stuart Randall (Deputy Crowell), Jody Fair (Helen Weeks)

## Yours Truly, Jack the Ripper
- Prima televisiva: 11 aprile 1961
- Diretto da: Ray Milland
- Soggetto di: Robert Bloch

### Trama
1930, dopo una serie di delitti i cui metodi, luoghi e persino le date richiamano quelli di Jack lo squartatore, il criminologo Sir Guy si convince di aver a che fare non con un semplice imitatore, ma con lo squartatore in persona. La polizia deride tale teoria sostenendo che Jack sarà ormai morto oppure avrà almeno 90 anni; ma se avesse proprio bisogno di uccidere per rimanere vivo e giovane ?
- Guest star: Beverly Powers (se stessa), John Melfi (dottor Fisher), J. Pat O'Malley (Street Singer), Gloria Blondell (Maggie Radevik), John Williams (Sir Guy), Donald Woods (John Carmody), Edmon Ryan (capitano Pete Jago), Adam Williams (Hymie Kralik), Nancy Valentine (Arlene), Ransom Sherman (Police Commissioner), Ralph Clanton (Lester Baston), Sam Gilman (tenente), Pamela Curran (vittima), Jill Livesey (vittima), Art Lewis (Bearded Artist), Ottola Nesmith (Rowena)

## The Devil's Ticket
- Prima televisiva: 18 aprile 1961
- Diretto da: Jules Bricken
- Soggetto di: Robert Bloch

### Trama
Hector Vayne, pittore povero e disperato, si reca al più vicino banco dei pegni per impegnare uno dei suoi quadri, l'ultima cosa di valore rimastagli, quando scopre che il nuovo proprietario è il diavolo in persona. Hector, vedendosi rifiutato il quadro, offre la sua anima in cambio di denaro e successo commerciale; il diavolo accetta, ma l'unico modo per poter riavere l'anima sarà quello di dipingere un quadro di suo gradimento entro 90 giorni. 
- Guest star: Robert Cornthwaite (Spengler), Patricia Medina (Nadja), Bartlett Robinson (Art Critic), Hayden Rorke (dottor Frank), Macdonald Carey (Hector Vayne), Joan Tetzel (Marie Vayne), John Emery (Devil), Audrey Swanson (infermiera)

## Parasite Mansion
- Prima televisiva: 25 aprile 1961
- Diretto da: Herschel Daugherty
- Scritto da: Donald S. Sanford

### Trama
Durante un viaggio in macchina, Marcia Hunter si vede costretta a sconfinare in una proprietà privata per via della strada chiusa. L'auto viene immediatamente bloccata da alcuni spari e Marcia stordita; al suo risveglio scopre d'essere prigioniera nella decadente villa della famiglia Harrod, al cui interno vive un demone invisibile... 
- Guest star: James Griffith (Victor Harrod), Beverly Washburn (Lolly Harrod), Pippa Scott (Marcia Hunter), Jeanette Nolan (Granny Harrod), Tom Nolan (Renny Harrod)

## A Good Imagination
- Prima televisiva: 2 maggio 1961
- Diretto da: John Brahm
- Soggetto di: Robert Bloch

### Trama
Frank Logan potrà sembrare un innocuo topo di biblioteca, ma è invece un astuto e geloso marito pronto a tutto per proteggere il proprio matrimonio, anche ad uccidere ogni amante che la moglie abbia mai avuto.
- Guest star: Mary Grace Canfield (Celia Perry), Britt Lomond (Arnold Chase), Glenn Strange (Native American (credited but scene cut), Jim Bannon (sceriffo Taylor), Edward Andrews (Frank Logan), Patricia Barry (Louise Logan), Ed Nelson (George Parker), Ken Lynch (Joe Thorp), William Allyn (Randy Hagen)

## Mr. George
- Prima televisiva: 9 maggio 1961
- Diretto da: Ida Lupino
- Scritto da: Donald S. Sanford

### Trama
Lo spettro del custode legale di una bambina continua a proteggerla dai cugini desiderosi d'ucciderla per intascarne l'eredità.
- Guest star: Gina Gillespie (Priscilla), Lillian Bronson (Adelaide Leggett), John Qualen (Streetcar Conductor), Joan Tompkins (Laura Craig), Virginia Gregg (Edna Leggett), Howard Freeman (Jarrett Leggett), Ruth Perrott (Mrs. Newman)

## The Terror in Teakwood
- Prima televisiva: 16 maggio 1961
- Diretto da: Paul Henreid
- Scritto da: Alan Caillou

### Trama
Dopo la morte dello storico rivale, Vladimir Vicek, pianista di successo, annuncia un nuovo concerto durante il quale suonerà la famigerata settima del suo defunto nemico; un genere di musica che nessuno tranne chi l'ha scritta può riuscire a suonare senza il rischio di morire. 
- Guest star: Bernard Fein (direttore artistico), Linda Watkins (Sylvia Slattery), John Craven (Butler), George Kane (fotografo), Guy Rolfe (Vladimir Vicek), Hazel Court (Leoni Vicek), Charles Aidman (Jerry Welsh), Vladimir Sokoloff (Glockstein), Reggie Nalder (Gafke), Monica Henreid (Miss Curtis)

## Prisoner in the Mirror
- Prima televisiva: 23 maggio 1961
- Diretto da: Herschel Daugherty
- Scritto da: Robert Arthur

### Trama
Harry Langton, professore di scuola, da tempo lavora su di un saggio riguardante il conte Cagliostro che lo ha spinto ha cercare ogni possibile reperto storico legato al soggetto. Durante una delle sue ricerche, Harry entra in possesso dello specchio del marchese de Chantenay, un tempo appartenuto a Cagliostro, ed esaminandolo scopre che sotto la superficie dipinta con vernice nera non si cela il vetro, ma un portale contenente delle persone.
- Guest star: Patricia Michon (Yvette Dulane), David Frankham (Marquis de Chantenay), Lloyd Bochner (Harry Langton), Jack Mullaney (Fred Forrest), Marion Ross (Kay Forrest), Louis Mercier (Butler), Erika Peters (Marie Blanchard), Walter Reed (sergente Burke), Pamela Curran (Laura), Peter Brocco (Thibault), Frieda Inescort (madre), Henry Daniell (Count Cagliostro)

## Dark Legacy
- Prima televisiva: 30 maggio 1961
- Diretto da: John Brahm
- Scritto da: John Tomerlin

### Trama
Mario Asparos, mago fallito, riceve in eredità un libro che dovrebbe contenere i trucchi per dei nuovi numeri di magia. In realtà il testo contiene delle formule per evocare il signore delle tenebre, dando all'evocatore il controllo sulle arti oscure.
- Guest star: Richard Hale (Lars), Doris Lloyd (Edith Pringle), Harry Townes (Mario Asparos), Ilka Windish (Monica Asparos), Milton Parsons (Butler), Ned Glass (Vince Fennaday), Henry Silva (Toby Wolfe), Alan Napier (Attorney)

## Pigeons from Hell
- Prima televisiva: 6 giugno 1961
- Diretto da: John Newland
- Soggetto di: Robert E. Howard

### Trama
Due fratelli si rifugiano in una casa abbandonata circondata da uno stormo di piccioni, al cui interno si sentono degli strani suoni quasi ipnotici. Quando uno dei fratelli sparisce, l'altro si mette sulle sue tracce seguendo una scia di sangue...
- Guest star: Ken Renard (Jacob Blount), Crahan Denton (sceriffo Buckner), Guy Wilkerson (Howard), David Whorf (John Branner), Brandon De Wilde (Timothy Branner), Ottola Nesmith (Zuvembie / Eula Lee Blassenville)

## The Grim Reaper
- Prima televisiva: 13 giugno 1961
- Diretto da: Herschel Daugherty
- Scritto da: Robert Bloch, basato su una storia di Harold Lawlor

### Trama
Beatrice Graves, ricca scrittrice di libri gialli, compra per pubblicità un quadro raffigurante la morte. L'evento viene accolto con ostilità da tutti i servitori e soprattutto dal nipote Paul, il quale è a conoscenza della macabra storia del ritratto: dopo averlo dipinto, il pittore si suicidò impiccandosi nella sua stanza; ogni precedente proprietario della tela morì violentemente, ed ogni volta che ciò accade la falce, della morte raffigurata, grondava sangue fresco.
- Guest star: William Shatner (Paul), Natalie Schafer (Beatrice Graves), Elizabeth Allen (Dorothy Lyndon), Henry Daniell (Pierre Radin), Robert Cornthwaite (Phillips), Fifi D'Orsay (Toinette), Scott Merrill (Gerald Keller), Paul Newlan (sergente Bernstein)